# Warstwa jasna naskórka

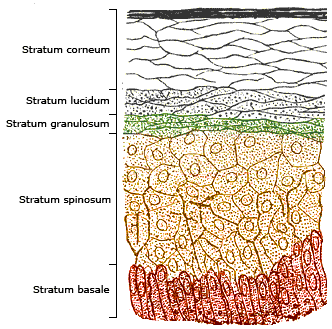
Rysunek przedstawiający przekrój przez warstwy naskórka

Warstwa jasna naskórka (łac. stratum lucidum) – warstwa naskórka, położona pomiędzy warstwą ziarnistą i zrogowaciałą. Nie występuje na całej powierzchni skóry, tylko tam, gdzie naskórek jest mocno zrogowaciały, tzn. na stopach i dłoniach. Zbudowana jest z silnie spłaszczonych, ściśle do siebie przylegających komórek. Składa się z trzech do pięciu warstw martwych keratynocytów.